# مونتي سولبرغ
مونتي سولبرغ هو مدون وسياسي كندي، ولد في 17 سبتمبر 1958 في كالغاري في كندا. نشط حزبياً في حزب المحافظين الكندي.

## مناصب
- انتخب عضو مجلس العموم الكندي عن دائرة مدسين هات - كاردستون - وارنر [الإنجليزية]‏ وقد انضم خلال فترته النيابية [الإنجليزية]‏ للكتلة البرلمانية حزب المحافظين الكندي.
- انتخب عضو مجلس العموم الكندي عن دائرة مدسين هات - كاردستون - وارنر [الإنجليزية]‏ وقد انضم خلال فترته النيابية [الإنجليزية]‏ للكتلة البرلمانية حزب المحافظين الكندي.
- انتخب عضو مجلس العموم الكندي عن دائرة مدسين هات - كاردستون - وارنر [الإنجليزية]‏ وقد انضم خلال فترته النيابية [الإنجليزية]‏ للكتلة البرلمانية Canadian Alliance [الإنجليزية]‏.
- انتخب عضو مجلس العموم الكندي عن دائرة مدسين هات - كاردستون - وارنر [الإنجليزية]‏ وقد انضم خلال فترته النيابية [الإنجليزية]‏ للكتلة البرلمانية حزب الإصلاح الكندي.